# Milblog
Als Milblog (Kofferwort aus engl. military = Militär; und blog) werden Blogs bezeichnet, die sich mit militärischen Themen, Krieg und Kriegsberichterstattung auseinandersetzen. Der Begriff Warblog (von engl. war = Krieg; und blog) ist eine Teilmenge davon.

## Geschichte
Ursprünglich bezeichnete der Begriff Warblogs Blogs, die in Vorbereitung auf den Irakkrieg 2003 die Berichterstattung sammelten und kommentierten. Diese Warblogs galten häufig als konservativ und pro-Krieg.
Der Begriff wurde jedoch ausgedehnt, um Augenzeugen-Berichte aus den Kriegsgebieten selbst zu beinhalten. Anfang 2003 berichteten erstmals Zivilisten, wie der Iraker Salam Pax, und Journalisten, wie Kevin Sites, in Blogs direkt aus den Kriegsgebieten. Die Berichterstattung wurde damit um eine aktuelle, meist subjektive und nicht-autorisierte Augenzeugen-Perspektive erweitert. Diese Warblogs fanden in den Medien großen Zuspruch und Salam Pax veröffentlichte noch im Jahre 2003 Teile seines Blogs in Buchform.
Mit dem Beginn des Irakkriegs im März 2003 wurden auch die ersten Blogs von Soldaten gegründet, die häufig als Milblog bezeichnet werden. Milblogs thematisieren wie Blogs von Zivilisten häufig den Kriegsalltag und die persönlichen Kriegserfahrungen der Soldaten. In den USA gibt es zudem aktive Milblogger, die der aus ihrer Sicht antimilitärischen Öffentlichkeit ihre Sicht entgegensetzen wollen.
Seit Beginn des Russischen Überfalls auf die Ukraine 2022 haben russische Milblogger an Bedeutung gewonnen, da sie mehr Informationen über den Krieg liefern als die staatlichen russischen Medien. Das Meinungsspektrum der russischen Milblogger reicht staatsnahen Positionen bis hin zu unabhängigen oder der Wagner-Gruppe angegliederten Milbloggern, welche die russische Militärführung eher kritisch sehen. Jene Blogs zeichnen sich oft durch ultranationalistische und kriegsbefürwortende Ansichten aus, Präsident Putin traf sich im Juni 2023 mit 18 prominenten russischen Milbloggern. Meinungsäußerungen in sozialen Medien, welche den Krieg ablehnen oder sich auf die Seite der Ukraine stellen, werden hingegen unterdrückt.